# Četvrti Reich
Četvrti Reich (njemački: Viertes Reich) je naziv koji se koristi za opis teoretske mogućnosti uskrsnuća Trećeg Reicha.

## Neonacizam
U terminima neonacizma, Četvrti Reich je zamišljen kao tvorevina zasnovana na ideologiji o arijskoj nadmoći, antisemitizmu, lebensraumu, te agresivnom militarizmu i totalitarizmu. Nakon uspostavljanja Četvrtog Reicha, njemački neonacisti predlažu da bi Njemačka trebala nabaviti nuklearno oružje i pod prijetnjom njegove uporabe, ponovno proširiti njemačke granice kao 1937.
Bazirani na pamfletima koje je ranih 1990-ih objavio David Myatt, mnogi sljedbenici neonacističke ideologije vjerovali su da bi rast Četvrtog Reicha u Njemačkoj mogao dovesti do stvaranja "Zapadnog Carstva" koje bi obuhvatilo sva svjetska područja naseljena potomcima Europljana.

## Druge uporabe termina
Naziv ponekad koriste Euroskeptici da izraze ono što smatraju najgorim prijestupima Europske unije, spominjući činjenicu da ni jedan političar ili birokrat s ikakvom stvarnom moći u Bruxellesu nije izabran.